# Genevieve Guimond
Genevieve Guimond (* in Montreal) ist eine kanadische Cellistin.
Guimond studierte an der Juilliard School. Ihre wichtigsten Lehrer waren Yuli Turovsky, Richard Aaron und Hans Jensen. Sie gewann 2000 den Großen Preis beim Montreal Classical Music Festival, 2005 den Ersten Preis bei der Canadian Music Competition und 2007 den Ersten Preis beim National Music Festival. Beim Aspen Music Festival gewann sie 2010 ein zweijähriges Stipendium.
2006 spielte sie für den Soundtrack von Alex Franchis Film Troll Concerto Manuel de Fallas Suite Populaire Espagnol. 2013 holte sie Yo-Yo Ma als Citizen Musician Fellow zum Civic Orchestra of Chicago. In der Saison 2014–15 war sie Erste Cellistin und Artist in Residence beim Montgomery Symphony Orchestra. Kent Nagano engagierte sie 2017 als Cellistin beim Montreal Symphony Orchestra.